# Филипп Симонссон
Филипп Симонссон (? — 1217) — король Норвегии с 1207 до 1217 года. Глава партии баглеров.
Сын Симона Карсона, норвежского аристократа, и Маргарет Арнодотир. По материнской линии Филипп состоял в родстве с королём норвежским Харальдом I (его мать была сводной сестрой короля Инге Горбуна из династии Хорфагеров) и со шведскими королями из династии Стенкилей. Его отец был сторонником короля Магнуса V, после поражения последнего бежал в Данию.
Здесь Филипп присоединился к претенденту Эрлингу Магнусону, который в 1204 году при поддержке датского короля Вальдемара II высадился в Норвегии. За предоставленные услуги Филипп получил от Эрлинга I титул ярла. Филипп вскоре выдвинулся в лидеры партии баглеров. После смерти короля Эрлинга I большая часть баглеров поддержала предложение Николаса, епископа Осло, выбрать Филиппа новым королём Норвегии. Это произошло на тинге в Сарпсборзе.
Филипп I начал активную войну против короля Инге II. В 1207—1208 годах шла война за восточную Норвегию. В конце концов был заключён мир, по которому Филипп I должен был отречься от королевского титула и использовать собственную печать. Однако Филипп продолжал титуловать себя королём и противодействовать Инге II. Это продолжалось до смерти Инге II в 1217 году. Филипп I решил использовать этот факт для захвата власти, но уже осенью этого же года скоропостижно скончался.
Жена — Кристина Норвежская (? — 1213), дочь Сверрира I, короля Норвегии. Детей не было.